# 基礎英語1
『基礎英語1』（きそえいご1 ）は、NHKラジオ第2放送で月曜 - 金曜 6:00 - 6:15、18:45 - 19:00、21:00 - 21:15（日本標準時）に放送されていたNHK語学番組の一つ。

## 概要
社団法人東京放送局（社団法人3局時代の日本の公共放送局のひとつ）が1925年（大正14年）7月20日に現・NHKラジオ第1放送系統で「英語講座」として旧制中学生向け夏季特別番組として放送した語学番組を祖とする。NHK英語講座が定めている学習難易度ではレベル1（中学1年レベル）とされ、CEFRでは「A1」に位置づけられている。1993年以前は『基礎英語』『続基礎英語』のタイトルで放送され、1994年度から『基礎英語1』となり、2002年度から2004年度までは『新基礎英語1』に衣替えした後、2005年度から2020年度にかけて再び『基礎英語1』になった。2012年度から、番組冒頭に一連の『基礎英語』シリーズの共通ジングルを放送するようになった。なおラジオ第2では、2007年4月をもって5時台の放送が廃止され、朝の放送が6時からに変更されたため、これ以後は本番組の初回放送がラジオ第2における平日最初の番組となった。番組の特徴として週ごとに目標となる「Can-do!」が定められていた（週ごとの「Can-do!」については以下を参照）。
2021年3月をもって語学番組全編の再編のため終了。2021年度からは新番組「中学生の基礎英語 レベル1」を放送。

## 番組内容

### 2020年度
レギュラーゲスト
- 田村岳充（宇都宮大学助教）
- クリス・ネルソン
- ダイアナ・ガーネット

放送内容
- 4月：身近な人を紹介しよう
- 5月：人や物の特徴を言ってみよう
- 6月：友達を誘ってみよう
- 7月：好きなことを言ってみよう
- 8月：夏の特別編 1か月で重要ポイント総まとめ!
  - 4月 - 7月の復習
- 9月：毎日することを言ってみよう
- 10月：欲しいものを言ってみよう
- 11月：道案内してみよう
- 12月：今していることを言ってみよう
- 1月：前にしたことを言ってみよう
- 2月：自分の意見を言ってみよう
- 3月：自分の感想を言ってみよう

### 2019年度
レギュラーゲスト
- 田村岳充（宇都宮大学助教）
- クリス・ネルソン
- ダイアナ・ガーネット

放送内容
- 4月：自己紹介をしてみよう
- 5月：人やものを紹介してみよう
- 6月：友達を誘ってみよう
- 7月：好きなものを言ってみよう
- 8月：夏の特別編 1か月で重要ポイント総まとめ！
  - 4月 - 7月の復習
- 9月：ふだんすることを言ってみよう
- 10月：欲しいものを言ってみよう
- 11月：道案内してみよう
- 12月：今していることを言ってみよう
- 1月：以前したことを言ってみよう
- 2月：賛成・反対を言ってみよう
- 3月：感想や考えを言ってみよう

### 2018年度
レギュラーゲスト
- 田中敦英（桐朋中学校・高等学校教諭）
- クリス・ネルソン
- ダイアナ・ガーネット

放送内容
- 4月：自己紹介をしてみよう！
- 5月：人やものについて話してみよう！
- 6月：友だちを誘ってみよう！
- 7月：自分の好きなものを言ってみよう！
- 8月：夏の特別編 重要ポイント総まとめ！
  - 4月 - 7月の復習
- 9月：ふだんしていることを言ってみよう！
- 10月：自分のしたいことを言ってみよう！
- 11月：道案内してみよう！
- 12月：今していることを言ってみよう！
- 1月：以前したことを言ってみよう！
- 2月：自分の意見を言ってみよう！
- 3月：感想を言ってみよう！

### 2017年度
放送内容
- 4月：自己紹介をしてみよう！
- 5月：人やものの特徴を言ってみよう！
- 6月：相手に提案して誘ってみよう！
- 7月：好き・嫌いについて話してみよう！
- 8月：夏の特別編 重要ポイント総まとめ！
  - 4月 - 7月の復習
- 9月：毎日の生活について話してみよう！
- 10月：欲しいものについて言ってみよう！
- 11月：道順を説明してみよう！
- 12月：今していることについて話してみよう！
- 1月：過去の経験やできごとについて話してみよう！
- 2月：賛成・反対などについて言ってみよう！
- 3月：自分の感想や考えを言ってみよう！

レギュラーゲスト
- 田中敦英（桐朋中学校・高等学校教諭）
- 秋乃ろーざ
- アダム・ジョイス

### 2016年度
放送内容
- 4月：自己紹介で仲よくなろう！
- 5月：人やものについて話してみよう！
- 6月：誘ったり応じたりしてみよう！
- 7月：好き嫌いについて言ってみよう！
- 8月：夏の特別編 重要ポイント総まとめ！
  - 4月 - 7月の復習
- 9月：日常生活について話そう！
- 10月：必要なものについて言ってみよう！
- 11月：道案内をしてみよう！
- 12月：今していることについて話してみよう！
- 1月：過去のことについて言ってみよう！
- 2月：賛成・反対の気持ちを伝えてみよう！
- 3月：感想や考えを言ってみよう！

レギュラーゲスト
- 田中敦英（桐朋中学校・高等学校教諭）
- 秋乃ローザ
- アダム・ジョイス

### 2015年度
放送内容
- 4月：メック、南の島へ行く
  - わたしやあなたを紹介できる
  - アルファベットを見分けたり、使ったりできる
  - あいさつや呼びかけ、返事ができる
  - 数字が数えられる
- 5月：驚きの島の暮らし
- 6月：ローランじいさんはどこ？
- 7月：森の奥深くで…
- 8月：夏期復習シリーズ
  - 4月 - 7月の復習
- 9月：ジャムシティーに行こうよ！
- 10月：動き始めたローランの計画
- 11月：ルーシーの思い出
- 12月：設計図完成のパーティー！
- 1月：海図の赤い印のなぞ
- 2月：タンデム！それだ！
- 3月：メック！その赤いヒモを引け!!

登場キャラクター
- メック・ポンダー
- ローラン・ポンダー
- スキッピー
- フィンフィー
- セージ・ポンダー
- ジビー・ポンダー
- エンジェル・ポンダー

レギュラーゲスト
- 高本裕迅
- レイチェル・オクシロ
- マックスウェル・パワーズ

### 2014年度
放送内容
- 4月：桜のハートはピンク色
  - 名前や年齢、出身地が言える
  - アルファベットを見分けたり使ったりできる
  - あいさつや呼びかけができる
  - 小学校英語の復習（つづりと発音、数字など）
- 5月：桜は三角、緑色
  - 数字が数えられる
  - 曜日や日付、時間などをたずねたり、答えたりできる。
  - 音と文字の関係が分かる。
  - 学校や身の回りでの短い指示がわかる
  - be動詞
  - 小学校英語の復習（つづりと発音、数字など）
  - 人称代名詞
- 6月：蓮夫が変わった
  - ようすをたずねたり、答えたりできる
  - 自分の好き嫌いを言うことができる
  - 食べ物や飲み物の名前が言える
  - 元気？だいじょうぶ？などとたずねられる
- 7月：蓮夫のハートはブルームーン
  - 肩やお腹などからだの部分が英語で言える
  - 相手に元気？大丈夫？などとたずねられる
  - 物を指してあれこれ質問できる
  - 相手や自分の調子をわかって伝えられる
  - 疑問詞 + be動詞・一般動詞、How about…?、Let's…
- 8月：夏期復習シリーズ
  - 4月 - 7月の復習
- 9月：あったかオレンジはだれの色？
  - あいさつや返事、お礼が言える
  - 趣味や考えなどの個人的な質問や答えが言える
  - 短い指示をきちんと理解できる
  - よく見かける標識や掲示板がわかる
  - How + 形容詞の疑問文、その他の疑問詞
- 10月：桜が咲かせた薄紫
  - 絵や地図を見て説明がわかる
  - 絵本が読める
  - イラストつきの情報の内容がわかる
  - 留守電が聞ける
  - 一般動詞（平叙文、疑問文）
- 11月：グレーの影はだれのもとへ
  - 日づけが聞き取れる
  - お店で品物や値段についてたずねられる
  - 写真やジェスチャーがあれば指示どおりに行動できる
  - お店で店員さんとお客さんの話がわかる
  - 疑問詞（what, where, how など）
- 12月：赤と緑のクリスマス
  - 住所・電話番号や家族の趣味まで伝えられる
  - 自分の家まで道順を説明できる
  - 外国のお店でも値段などの数字が聞き取れる
  - 場所をたずねたり答えたりできる
  - Where …? などの質問と答え、現在進行形 (1)、未来表現
- 1月：白いドレスの新しい友達
  - 自分の住んでいるところについて書ける
  - 名前・住所などを聞かれたら答えられる
  - お礼が言える
  - 看板が読める
  - 現在進行形 (2)、命令文
- 2月：君にはこのレモンがいるのさ！
  - カタカナ語の正しい発音がわかる
  - いろいろな種類の質問に答えられる
  - 色についてたずねたり答えたりできる
  - 色やサイズ・場所などが理解できる
  - 助動詞、過去形
- 3月：ピンク色のあたたかい「桜」の花びら
  - 自分の気持ちが言える
  - お店でくわしい情報が聞き取れる
  - 文章が読める
  - 辞書や教科書で確かめながら文章が書ける
  - 総復習

登場キャラクター
- 桜ローズ – 幼稚園に入園したばかりの5歳。ピンク色が好きでピンク色のリボンをいつも身につけている。
- 百合ローズ – 日本生まれの38歳。大学時代をカリフォルニアで過ごす。
- 蓮夫ローズ – 中学1年生。テニス部に入っている。
- クリス・ローズ – アメリカ生まれの38歳。旅行会社で働いている。
- デイジー-クリスの母。アメリカ出身。
- 青井福太 – 桜と同じ幼稚園に通う男の子。
- 青井ぼたん - 福太の姉。中学1年生で蓮夫の同級生。
- 米原万寿郎 - 桜たちが住む町の町内会長。
- 朝顔 - 万寿郎さんの友達。
- 梅雄 - 蓮夫の親友。
- あやめ - 梅雄の姉。蓮夫の初恋相手。
- ダフォディル - デイジーの親友。

レギュラーゲスト
- 高本裕迅
- レイチェル・オクシロ
- マックスウェル・パワーズ

### 2013年度
放送内容
- 4月：諸君に、この難問が解けるかな？
  - 名前や年齢、出身地が言える
  - アルファベットを見分けたり使ったりできる
  - 数字が数えられる
  - 学校での短い指示がわかる
  - 小学校英語の復習（つづりと発音、数字など）
- 5月：クッキー盗難事件のなぞを追え！
  - 曜日や日づけ、時間などをたずねたり、答えたりできる
  - 元気？だいじょうぶ？などとたずねられる
  - あいさつができる
  - 短い指示が理解できる
  - be動詞
- 6月：天才浅木のうそ発見器！
  - ようすをたずねたり、答えたりできる
  - 自分の好ききらいが言える
  - 目撃したものや人について説明できる
  - Yes、Noが伝えられる
  - 一般動詞
- 7月：浅木の悪夢のなぞを解け！
  - 電話をかけたり、受けたりできる
  - 体調をたずねたり、伝えたりできる
  - 一日の生活やできごとについて説明できる
  - 色やサイズについて言える
  - 三人称単数現在形・単数と複数
- 8月：夏期復習シリーズ
  - 4月 - 7月の復習
- 9月：残暑の夜、恐怖のからくり
  - 電話で、簡単な用件をたずねたり、伝えたりできる
  - 道順や行き方をたずねたり、答えたりできる
  - 品物や値段をたずねたり、答えたりできる
  - 趣味などの個人的な質問や、簡単な答えが言える
  - 代名詞・How about...?・Let’s...
- 10月：14番ホームの怪
  - 留守番電話が理解できる
  - メモやメールが書ける
  - 食べ物や飲み物の名前が言える
  - 交通に関する身近な表現がわかる
  - 前置詞
- 11月：クラスメートの秘密を探れ！
  - 依頼や提案、返事ができる
  - 場所をたずねたり、答えたりできる
  - 標識や看板が理解できる
  - 呼びかけることができる
  - 疑問詞 (1)（what, who, where, how）
- 12月：クリスマス「快」事件！
  - 誘ったり、返事したりできる
  - 賛成か反対かを伝えられる
  - 季節のあいさつがわかって書ける
  - 聞き逃したりまちがえたときに、確認や訂正ができる
  - 命令文
- 1月：消えたハニーちゃんの行く先は?!
  - 絵本の大まかな内容が理解できる
  - 物を指し示して、それが何かを聞ける
  - イラストや写真つきの情報が理解できる
  - だれの持ちものであるかを説明できる
  - 進行形
- 2月：夢と温夫の「ミステリーV」！
  - いろいろな質問をしたり、返事したりできる
  - 考えや意見の理由が言える
  - できることと、できないことが言える
  - 住所をたずねたり、伝えたりできる
  - 疑問詞 (2)（which, whose）・助動詞
- 3月：た・れ・そ・の・を・こ・え・て?!
  - 身近な人やものについて、簡単に説明できる
  - 体の基本的な部分の名前が言える
  - 感想や考えをたずねたり、答えたりできる
  - 簡単に自分の気持ちが言える
  - 一般動詞の過去形・総復習

#### 天才探偵浅木の事件簿
自称天才探偵の浅木啓示と中学生の仲良し三人組が、身の回りに起きる様々な事件・難問に取り組んでいくミステリー・サスペンス。
- 浅木啓示 - 自称天才探偵の35歳。大金持ちの御曹司でシカゴ出身。探偵事務所を開いているが客はめったに来ない。普段は頼りないが時折天才的な閃きを見せる。実は国際的に名を馳せた探偵という裏の顔を持ち、終章ではインターポールからの依頼でフランスに旅立つ。
- 葵伊呂波（あおい・いろは） - 浅木の従妹で中学1年生。クールで大人びた性格。絵画が趣味。浅木を変わり者扱いしている。内心呆れながらも浅木のことは気になるようで、よく事件解決に付き合う。
- 熱海温夫（あたみ・ぬるお） - 伊呂波の同級生。真面目だが天然ボケ。探偵業に憧れており浅木を尊敬している。
- 春野夢（はるの・ゆめ） - 伊呂波の同級生。いわゆる不思議ちゃん。歌が好き。静岡生まれ。浅木と親しい。女子高生探偵の並無に憧れている。
- 並無（ならむ） - 高校2年生。苗字は不明。探偵Ｘと名乗り浅木をライバル視している。富豪の令嬢で高飛車な性格。探偵Ｘの時は制服の上に黒マントを羽織り、黒猫ミッシーをお供にしている。終章でフランスに旅立った浅木の実力を認め、彼から探偵事務所を受け継ぐ。

レギュラーゲスト
- 高本裕迅
- キコ・ウィルソン
- マックスウェル・パワーズ

### 2012年度
放送内容
- 4月：姫ぴょんが空から降ってきた！
  - 自己紹介ができる
  - 身のまわりの数字が言える
  - 曜日や時間を聞いたり言ったりできる
  - 100まで数えられる
  - 小学校の復習、綴りと発音、数字、色、週月日、自己紹介の英語（be動詞の叙述文と疑問文）、What…?、Where…?
- 5月：アラドンが水中でフーッ！
  - 自分や家族を説明できる
  - 家族のくわしい話が言える
  - 住所や仕事が言える
  - あいさつや Yes、No がきちんと言える
  - 人称代名詞（所有格を含む）、指示詞、be動詞
- 6月：最高級ホテル！
  - 住所が書ける
  - 自分の好き嫌いを言うことができる
  - メールやメモが書ける
  - 時間や場所を知らせるメッセージを伝えられる
  - 一般動詞（like, play など）を使った肯定文、否定文、疑問文
- 7月：原始時代?!
  - 肩やお腹などからだの部分が英語で言える
  - 相手に元気？大丈夫？などとたずねられる
  - 物を指してあれこれ質問できる
  - 相手や自分の調子をわかって伝えられる
  - 疑問詞＋be動詞・一般動詞、How about…?、Let's…
- 8月：夏期復習シリーズ
  - 4月 - 7月の復習
- 9月：あの三角形の巨大な建物は何ですか?!
  - あいさつや返事、お礼が言える
  - 趣味や考えなどの個人的な質問や答えが言える
  - 短い指示をきちんと理解できる
  - よく見かける標識や掲示板がわかる
  - How + 形容詞の疑問文、その他の疑問詞
- 10月：ニーハオって?!
  - 絵や地図を見て説明がわかる
  - 絵本が読める
  - イラストつきの情報の内容がわかる
  - 留守電が聞ける
  - 一般動詞（平叙文、疑問文）
- 11月：やせてひょろりとした、あの男の人はだれ？
  - 日づけが聞き取れる
  - お店で品物や値段についてたずねられる
  - 写真やジェスチャーがあれば指示どおりに行動できる
  - お店で店員さんとお客さんの話がわかる
  - 疑問詞（what, where, how など）
- 12月：サンタさんがサーフィンしてる?!
  - 住所・電話番号や家族の趣味まで伝えられる
  - 自分の家まで道順を説明できる
  - 外国のお店でも値段などの数字が聞き取れる
  - 場所をたずねたり答えたりできる
  - Where …? などの質問と答え、現在進行形 (1)、未来表現
- 1月：お正月の江戸城で、ピーカブーに再会！
  - 自分の住んでいるところについて書ける
  - 名前・住所などを聞かれたら答えられる
  - お礼が言える
  - 看板が読める
  - 現在進行形 (2)、命令文
- 2月：翔くんといもちゃんが、はなればなれに?!
  - カタカナ語の正しい発音がわかる
  - いろいろな種類の質問に答えられる
  - 色についてたずねたり答えたりできる
  - 色やサイズ・場所などが理解できる
  - 助動詞、過去形
- 3月：えっ、おどろかないの?!
  - 自分の気持ちが言える
  - お店でくわしい情報が聞き取れる
  - 文章が読める
  - 辞書や教科書で確かめながら文章が書ける
  - 総復習

レギュラーゲスト
- 高本裕迅
- キコ・ウィルソン
- マックスウェル・パワーズ

### 2011年度
放送内容
- 4月：太郎と博士の冒険、スタート！
  - アルファベット、あいさつと自己紹介
- 5月：宇宙人と対決！
  - 一般動詞、命令文、人称代名詞、数字
- 6月：博士がうそ発見器を発明！
  - 疑問詞、数の言い方、過去形
- 7月：マイペースな太郎
  - 過去形、未来表現、進行形、助動詞、前置詞
- 8月：夏期復習シリーズ
  - 4月 - 7月の復習
- 9月：巨人になった太郎
  - 3人称単数、名詞の複数形、副詞
- 10月：もうすぐ、わんぱく発明大会
  - 疑問詞、形容詞、there 構文
- 11月：熱闘！わんぱく発明大会
  - 形容詞（数量）、副詞、感嘆文
- 12月：太郎 VS 博士の孫・トモミ
  - 接続詞、助動詞、前置詞
- 1月：太郎と博士、それぞれのお正月
  - 前置詞、不定代名詞、助動詞
- 2月：わんぱく発明雪合戦
  - 一般動詞の使い方、付加疑問、未来表現、名刺の複数形2
- 3月：20年後の太郎
  - 動詞、前置詞、疑問詞、接続詞

レギュラーゲスト
- 田邉祐司
- ジャニカ・サウスウィック
- ジョナサン・シェア

### 2010年度
2010年度は2008年度の再放送だが、『基礎英語1』を利用している学校の取材や創作スキットの発表部分は新作になる。

### 2009年度
放送内容
- 4月：ようこそ英語の世界へ
  - アルファベット、生活語い、あいさつと自己紹介
- 5月：お祭り大好き！
  - be動詞、What 〜?、Who 〜?
- 6月：ああ、雨の季節！
  - 一般動詞（have, like, know など）
- 7月：待っていました花火大会！
  - Where 〜?、How many 〜?、数詞、かんたんな計算（+・-・×・÷）
- 8月：夏期復習シリーズ
  - 4月 - 7月の復習
- 9月：やっぱり楽しい誕生日！
  - When 〜?、Whose 〜?、What time 〜?、助動詞（can, may, must など）
- 10月：みのりの秋です！
  - 三人称単数現在
- 11月：これがわたしたちの文化祭！
  - 現在進行形、未来表現
- 12月：クリスマスったらクリスマス！
  - There is/are 〜.
- 1月：1年中お正月がいい！
  - 過去形 - be動詞（was, were）、規則動詞
- 2月：鬼は外！福は内！
  - 過去形 - 不規則動詞
- 3月：ああ、あのなぞがついに！
  - 総復習

レギュラーゲスト
- 木村松雄
- ジャニカ・サウスウィック
- リチャード・アレン

### 2008年度
放送内容
- 4月：英語の世界にようこそ
  - 生活語い、動作動詞、アルファベット（大文字、小文字）、あいさつと自己紹介
- 5月：お祭りわくわく
  - be動詞、単数・複数、What 〜?、Who 〜?
- 6月：ああ、今年も雨の季節！
  - 一般動詞（have, love, go など）
- 7月：きれいだね、隅田川の花火大会
  - Where 〜?、How many 〜?、数詞（基数と序数）、かんたんな計算（×・÷）
- 8月：夏期復習シリーズ
  - 4月 - 7月の復習
- 9月：お誕生日おめでとう！
  - When 〜?、Whose 〜?、What time 〜?、助動詞（can, may, should, must など）
- 10月：どきどき、わくわくハロウィーン
  - 三人称単数現在
- 11月：お待たせしました！ショータイム！
  - 現在進行形、未来表現
- 12月：ああ、クリスマス！
  - There is/are 〜.
- 1月：ゆっくりしようよ、お正月
  - 過去形 - be動詞（was, were）、規則動詞
- 2月：ここでがんばる、マラソン大会！
  - 過去形 - 不規則動詞
- 3月：なぞの女性の正体やいかに？
  - 総復習

登場キャラクター
辰巳家 - 東京都・浅草でそば屋「辰巳庵」と甘味どころ「Tatsumi」を営む。
- 舞 - バスケットボール部と和太鼓部に所属する中学一年生。
- 小太郎 - 舞の弟。サッカー部と和太鼓部に所属する小学5年生。
- 太郎 - 舞と小太郎の父。そば店「辰巳庵」を営む。
- ケイ - 舞と小太郎の母。甘味どころ「Tatsumi」を営む。
- 竜太郎 - 舞と小太郎の祖父。頑固一徹。
- 夢子 - 舞と小太郎の祖母。やさしい。
- タマ - 辰巳家が飼っている、猫。

その他
- 実沙 - 舞の親友で、バスケットボール部と和太鼓部に所属。天ぷら屋の娘。中学1年生。
- 理沙 - 実沙の妹で小太郎のクラスメイト。和太鼓部に所属する小学5年生。
- 健太 - サッカー部に所属。古書店の息子の中学1年生。
- トム - アメリカからの留学生で、健太の家にホームステイしている。バスケットボール部に所属する中学1年生。
- なぞの女性X - 時々子供たちの前に姿を現す謎の女性。ベレー帽がトレードマーク。その正体は、[要説明]

レギュラーゲスト
- 木村松雄
- ジャニカ・サウスウィック
- リチャード・アレン

### 2007年度
放送内容
- 4月：生活語い、動作動詞、アルファベット（大文字、小文字）、あいさつと自己紹介
- 5月：be動詞（am, are, is）、単数、冠詞、What 〜?、Who 〜?
- 6月：一般動詞 like, play, have など
- 7月：Where 〜?、How many 〜?、複数、数詞、かんたんな計算、What time 〜?
- 8月：5月 - 7月の復習
- 9月：When 〜?、Whose 〜?、助動詞 can, may, should, must など
- 10月：三人称単数現在
- 11月：現在進行形、未来を表す表現 be going to, will
- 12月：There is/are 〜.
- 1月：過去形 - be動詞（was, were）と規則動詞
- 2月：過去形 - 不規則動詞
- 3月：総復習

登場キャラクター
黒沢家 - 東京都・阿佐ヶ谷で映画館兼喫茶店「プルート」を営む。
- 黒沢ベッキー (Kurosawa Becky) - 中学1年生。ブラスバンド部に所属し、クラリネットを吹く。
- 黒沢ジミー (Kurosawa Jimmy) - 小学5年生。ベッキーの妹で、少しおっちょこちょい。
- スーザン(Kurosawa Susan) - ベッキーとジミーの母親。
- 敏夫 (Kurosawa Toshio) - ベッキーとジミーの父親。
- ルーカス (Lucas) - ベッキーたちの愛犬で、ひとなつっこい。
- ポール&ダイアナ (Paul & Daina) - スーザンの両親。ハワイに住む。

仲間たち
- 駿 (Shun) - ベッキーのクラスメートで、野球部のエース。
- ベン (Ben) - ベッキーのクラスメートで、陸上部のスプリンター。
- 洋子 (Yoko) - ベッキーの親友で、ブラスバンド部所属、フルートを吹く。
- 美希 (Miki) - ジミーのクラスメートで、しっかり者。
- 男性X (Mr.X) - 謎の男性。いつもカメラを持っていて、子供たちの前によく出現する。

レギュラーゲスト
- 木村松雄
- ジャニカ・サウスウィック
- リチャード・アレン

番組構成
1. オープニング
2. Look & Listen!（スキット3回）
3. New words & Phrases
4. Today's Key Points
5. Listen & Read Aloud!
6. Speak Out!
7. まとめのスキット
8. 今日のスキットの別バージョン（省略のときもある）
9. Today's Target Sentence!
10. エンディング

制作スタッフ
- テキスト執筆：木村松雄
- スキット原作・テキスト英文校閲：ケイト・エルウッド
- 校正・編集協力：大塚葉子
- スキット出演：ステイシー・パウエル、ガイタノ・トタロー

### 2006年度
放送内容
- 4月：生活語い、アルファベット（大文字、小文字）、かんたんなあいさつ
- 5月：be動詞（am, are, is）、単数、冠詞、Who 〜?、What 〜?
- 6月：一般動詞 like, play など
- 7月：Where 〜?、How many 〜?、複数、数詞、かんたんな計算
- 8月：5月 - 7月の復習
- 9月：助動詞 can, should, must、When 〜?、Whose 〜?、What time 〜?
- 10月：三人称単数現在（肯定、否定、疑問、特殊疑問）
- 11月：現在進行形（肯定、否定、疑問、特殊疑問）、助動詞 will
- 12月：There is/are 〜.（肯定、否定、疑問、特殊疑問）
- 1月：過去形 - be動詞（was, were）と規則動詞
- 2月：過去形 - 不規則動詞
- 3月：未来を表す表現、総復習

登場キャラクター
夢野家
- 拓也 - 阿佐ヶ谷にある喫茶店「ドリーム」を営む。ケイトとエミリーの父親。
- レイチェル - 拓也の妻、ケイトとエミリーの母親。
- ケイト - 中学1年生。拓也とレイチェルの娘。同級生であるトムに好意を寄せている。バレンタインデーにトムにチョコレートをプレゼントしようとするも、恥ずかしさに負けてしまい、成功しなかった。
- エミリー - ケイトの妹。

その他
- 蹴斗 - 中学1年生。サッカー部に所属している。トムとはサッカーつながりで親密になる。密かにケイトに憧れている。そのため、ケイト、トム、蹴斗の間で三角関係が成立してしまう。
- 恵 - 中学1年生、テニス部に所属している。
- かなう - 恵の弟。エミリーの親友。
- トム - 蹴斗の親友。ケイトやエミリーと違って純アメリカ人のようである。
- 女性X - サングラスをかけ、黒ずくめのコート（服）をまとい、子どもたちの前に現れるミステリアスな女性。ケイトとエミリーに叔父の雅司とともにタクシーに乗り込む姿が目撃された。正体はミステリー作家。

レギュラーゲスト
- 木村松雄
- ジャニカ・サウスウィック
- リチャード・アレン

番組構成
1. オープニング
2. STEP1 テキストのイラストを見ながら放送されるスキットを聴く
3. STEP2 テキストに提示された質問について考えながらスキットを聴く
4. New words & Phrases スキット中の新出単語について意味を知り、発音を学ぶ
5. Today's key points スキット中の重要な文法、事柄などをピックアップ、解説する
6. Listen & Read Aloud! スキットを読む
7. Speak Out! 3で解説されたことをふまえて、例文を言う
8. ジャニカとリチャードのショートコント 番組末にレギュラーゲストの2人がコントを披露する
9. Today's Target Sentence スキット中の重要な文の確認
10. エンディング

制作スタッフ
- テキスト執筆：木村松雄
- スキット原作・テキスト英文校閲：ケイト・エルウッド
- 校正・編集協力：大塚葉子
- スキット出演：ベンジャミン・ビアズリー、ミワ・ガードナー

### 2005年度
放送内容
- 4月：Nice to meet you. / This is 〜
- 5月：What is 〜? / 単数と複数 / I like 〜
- 6月：命令文 / 天候や時刻の言い方 / He (She) likes 〜 / Which 〜? / can
- 7月：There is (are) 〜 / How many 〜? / 日づけの言い方 / 現在進行形
- 8月：復習
- 9月：数えられない名詞 / some と any / I think 〜 / I know 〜 / I guess 〜
- 10月：副詞 / I want to 〜 / I have to 〜 / 助動詞 can, may の使い方
- 11月：接続詞 and, so, but, because / 過去形 (1)
- 12月：過去形 (2)
- 1月：過去形 (3)
- 2月：未来を表す will, be going to 〜
- 3月：1年間のまとめと復習

スキットの舞台
- 4月：オーストラリア
- 5月：タイ
- 6月：中国
- 7月：インド
- 9月：トルコ
- 10月：アイルランド
- 11月：ケニア
- 12月：トリニダード・トバゴ
- 1月：アメリカ合衆国
- 2月：トンガ
- 3月：日本

レギュラーゲスト
- 冨田祐一
- ニッキー・フェイント
- ジョナサン・シェア

### 2001年度
レギュラーゲスト
- 木村松雄
- ビル・サリバン
- リサ・ヴォート

### 1999年度
レギュラーゲスト
- 木村松雄
- ケイト・エルウッド
- ラス・ベイラード

### 1998年度
レギュラーゲスト
- 木村松雄
- ケイト・エルウッド
- ラス・ベイラード

### 1997年度
レギュラーゲスト
- アレン玉井光江
- ジャック・ウェンデル
- ビル・ソープ

### 1996年度
放送内容
- 4月：みんなで簡単なあいさつや自己紹介をする
  - be動詞（I am..., My name is... This is...）
- 5月：ピーターがリョウの家でのホームステイを始める
  - be動詞否定文・疑問文、Who, Where 疑問文
- 6月：ピーターの家族について質問する
  - 一般動詞肯定文・疑問文（Do you have...?）
- 7月：ピーター, ホームシックになる
  - 時間（What time is it?）、助動詞（have, can, will）
- 8月：4月 - 7月の復習
- 9月：夏休みの出来事について語り合う
  - 助動詞肯定文・疑問文、Where, How 疑問文
- 10月：みんなでキャンプに行く
  - 助動詞（can, will, have to）
- 11月：リョウのけんか
  - 現在進行形
- 12月：クリスマスがやってきた
  - 過去形（OK, I got it.）
- 1月：バスケットボールの試合だ！
  - 過去形・未来形
- 2月：まめまきをしよう
  - 過去形・助動詞
- 3月：サヨナラパーティー
  - 現在, 過去, 未来

Music Time（今月放送する歌）
- 4月：Hot Cross Buns、One Two Three Four Five、I'm a Little Teapot、What a Wonderful World
- 5月：Baa, Baa, Black Sheep、He's got the whole world、Over the Rainbow
- 6月：Hey, Diddle Diddle、Here We Go Around the Mulberry Bush、Sailing
- 7月：The Intsy-Wintsy Spider、Twinkle, Twinkle, Little Star、When you wish upon a star
- 8月：6,7月と同じ
- 9月：Wheels on the Bus、Five Little Ducks、Stand by Me
- 10月：The Three Little Kittens、One Sunny Day、You've Got a Friend
- 11月：Old MacDonald Had a Farm、Humpty Dumpty、Bridge Over Troubled Water
- 12月：The First Noel、We Wish You a Merry Christmas、Do You Hear What I Hear、Happy Christmas(War Is Over)
- 1月：不明
- 2月：Under the Spreading Chestnut Tree、Little Peter Rabbit、If We Hold on Together
- 3月：Pease Porridge Hot、Pat-a-Cake、Beautiful Boy(Darling Boy)

レギュラーゲスト
- アレン玉井光江
- ジャック・ウェンデル
- ビル・ソープ

### 1995年度
- 1994年度の再放送がされた。

### 1994年度
レギュラーゲスト
- 小菅敦子
- 手島良
- 山本良一
- リサ・ステッグマイヤー
- マイケル・ネイシュタット

監修
- 若林俊輔

### 1989年度
放送内容
- 4月：あいさつを英語で
  - あいさつ、自分の姓名を言う、よびかけ / 勧誘 、会話のきっかけ
  - be動詞（I, youを使った文）、Whatで始まる疑問文、所有格の代名詞（my, your）、Let'sを使った文、命令文、冠詞（a, an, the）、1～10までの数、アルファベット（大文字・小文字）
- 5月：自分のことを英語で話そう／動詞
  - 好き・きらいを言う、所有などの表現、部活動について話す、物を差し出す、友達や家族を紹介する、お誕生日おめでとう、感謝する / その返答、感嘆を表す
  - 一般動詞 like, have、形容詞（名詞の前に）、be動詞（he, she, itを使った文）、11～20までの数、季節の名前
- 6月：身のまわりのことを話そう
  - 説明する、物や人を描写する、ほめる / その返事
  - 指示代名詞 this, that、形容詞（補語として動詞のあとに）、名詞の所有形（'s）、所有格の代名詞 his, her, its、be動詞 we, you, they を使った文、曜日の名前
- 7月：外国の友だちにあったときに
  - 願望を表す、国籍や出身地を示す、～へようこそ、勧める / その返事
  - 指示代名詞 this, that、any, some、Whoで始まる疑問文、目的格の代名詞 me, you, him, her, it
- 8月：夏期復習シリーズ
  - 夏休みシリーズ　復習シリーズ／特別シリーズ
- 9月：可能・許可の表現
  - 可能を表す（できるか/できないか）、許可を求める/その返事、頼む / その返事、職業について話す、場所（住所）について話す
  - 一般動詞 語尾に-s, -esがつく文、所有格の代名詞 our, your, their, there is/ there are、Whereで始まる疑問文、位置を表す前置詞 on, in, at
- 10月：時や学年の表現・進行形
  - 時刻や日時について話す、招待する / その返事
  - 現在進行形（be -ing）、目的格の代名詞 us, you, them、Whenで始まる疑問文、What timeで始まる疑問文、時を表す前置詞 at, on, in、月の名前、序数
- 11月：相手に問いかける表現・道のたずね方・電話のかけ方
  - 未来や意志を表す、帰宅のときの表現、数や頻度をたずねる、年齢をたずねる、道をきく / 教える、電話番号の言い方
  - will、How many / How oftenで始まる疑問文、How oldで始まる疑問文、Whoseで始まる疑問文
- 12月：買い物をするときに／冬期復習シリーズ
  - 計画について話す、電話のかけ方、買い物のしかた、英語で何と言うかをたずねる、クリスマスのあいさつ、冬休みシリーズ
  - be going to、Howで始まる疑問文、100までの数、復習シリーズ
- 1月：過去形を使った表現・手紙の書き方
  - 新年のあいさつ、天気と気候について話す、お祝いのことばを述べる、手紙の書き方
  - 過去形 規則動詞・不規則動詞、非人称のit
- 2月：比較するときの表現
  - 選択の表し方、体の具合について話す
  - 過去形 was, were、Whichで始まる疑問文 better, best、不定詞の名詞形 like to, want to
- 3月：アルプスの少女ハイジ／春期復習シリーズ
  - 総復習　春休みシリーズ
  - 読物

歌のコーナー
- 4月：Good Morning to You、The A-B-C Song、Ten Little Indians、Hello! Hello!
- 5月：Row, Row, Row Your Boat、Let Us Clap Our Hands, Okey、Clocks、I Love Little Pussy、The Muffin Man
- 6月：Head, Shoulders, Knees and Toes、Mushy Washy Snail、I Like Coffee、Sunday, Monday, Tuesday
- 7月：Twinkle, Twinkle, Little Star、Summer Dancing、The Farmer in the Dell、My Bonnie
- 8月：Hello! Hello!、Twinkle, Twinkle, Little Star、The A-B-C Song、My Bonnie、Ten Little Indians、The Muffin Man、Row, Row, Row Your Boat、Let Us Clap Our Hands, Okey、Sunday, Monday, Tuesday、The Farmer in the Dell、Head, Shoulders, Knees and Toes、I Like Coffee
- 9月：One, Two, Buckle My Shoe、Sweet and Low、Polly, Put the Kettle On、My Hat It Has Three Corners、The Barnyard Family
- 10月：I'm Going Home、Sing、London Bridge、Shenandoah
- 11月：Oh, What a Beautiful Mornin'、This Is the Way the Ladies Ride、Rock-a-Bye, Baby、Do-Re-Mi、Michael
- 12月：We Wish You a Merry Christmas、Jingle Bells
- 1月：The Mulberry Bush、Mary Had a Little Lamb、Round the Village、Toys Dancing Cha Cha Cha
- 2月：Sing a Song of Sixpence、Oats, Peas, Beans and Barley Grow、Bobby Shaftoe、Clementine
- 3月：Killifish、Long, Long Ago

レギュラーゲスト
- 仁木久恵
- ハリエット・セイコン
- トラビス・ミルマン